# Demi-Gods and Semi-Devils
Pour plus de détails, voir Fiche technique et Distribution.
Demi-Gods and Semi-Devils (天龍八部, Xin tian long ba bu), aussi appelé Dragon Story, est un wuxia hongkongais écrit, produit et réalisé par Siu Sang et sorti en 1982 à Hong Kong. C'est l'adaptation du roman Demi-dieux et semi-démons (en) de Jin Yong, publié en 1963. Le film a été tourné pour capitaliser sur le succès de la série TV du même nom et de la même année (en) dont il reprend une partie du casting.

## Fiche technique
- Titre original : 天龍八部
- Titre international : Demi-Gods and Semi-Devils
- Réalisation : Siu Sang
- Scénario : Siu Sang
- Production : Siu Sang
- Pays d'origine :  Hong Kong
- Langue originale : cantonais
- Format : couleur
- Genre : wuxia
- Durée : 90 minutes
- Dates de sortie :
  -  Hong Kong : 1982

## Distribution
- Chu Siu-Keung : Kiu Fung
- Kent Tong : Duen Yu
- Felix Wong : Hui-juk
- Idy Chan : Wong Yu-yin
- Lam Jan-kei : Ah-chu
- Austin Wai : Fuk Muk-yung
- Eddy Ko : Kau Mo-chit
- Lee Lung-kei : Duen Ching-sun
- Lau Kong (en) : Yehlu Hung-kei
- Chen Kuan-tai
- Lau Kwok-shing
- Cheung Hei
- Ling Hon
- Lin Chen-chi
- Wang Han-chen
- Sham Chin-bo
- Tam Wai-man
- Leung Sam